# Арауканизация
Арауканизация (исп. Araucanización) — процесс экспансии культуры народов мапуче и мапудунгунского языка из исторической области Араукания на территорию равнин Патагонии.
Историки расходятся по вопросу о времени экспансии, однако в целом датируют её периодом между 1550 и 1850 годами. Коренные индейские народы юга Аргентины и Чили — такие, как пуэльче и теуэльче, в качестве основного языка перешли на мапудунгун (арауканский язык), который относится к тем немногим индейским языкам, территория распространения которых расширилась после вторжения европейцев (другими подобными примерами являются языки кечуа, аймара, гуарани и науатль).
Арауканы (мапуче), мигрировавшие в Патагонию, чаще всего вели кочевой образ жизни, разводили скот или совершали набеги на деревни в Аргентине. Скот, угнанный в результате набегов, перегонялся в Чили через горы и обменивался на товары, особенно спиртные напитки. Существуют свидетельства, что чилийские власти знали об этой практике и молчаливо одобряли её, надеясь таким образом усилить своё влияние на Патагонию, которую они намеревались оккупировать в будущем.
Вождь Кальфукура совершил переход через Анды из Чили в Пампу около 1830 года по вызову губернатора Буэнос-Айреса Хуана Мануэля де Росаса для борьбы с племенем бореаноа. В 1859 году он, имея под началом 3000 воинов, напал на Баия-Бланку в Аргентине. Наряду с Кальфукурой, во внутренних конфликтах в Аргентине вплоть до Завоевания пустыни принимали участие и другие группы мапуче. Решение о Завоевании пустыни было принято, вероятно, под впечатлением от нападения в 1872 году Куфулькуры и его 6000 сторонников на города Хенераль-Альвеар (исп.), Вейнтисинко-де-Майо и Нуэве-де-Хулио, в которых было убито 300 креолов и захвачено 200 тысяч голов скота.